# Röyksopp
Röyksopp är en elektronmusik–duo från Tromsø, Norge, bestående av Torbjørn Brundtland och Svein Berge. 
Röyksopp bildades formellt 1998 och de släppte sitt första album Melody A.M. 2001. Namnet Röyksopp är det norska ordet för röksvamp, dock stavat med "ö" istället för "ø". Gruppen har släppt hits som "The Girl and the Robot" och vunnit ett stort antal utmärkelser. De har samarbetat med de svenska sångerskorna Robyn och Karin Dreijer Andersson samt med de norska sångerskorna Anneli Drecker, Kate Havnevik och Susanne Sundfør vid skilda tillfällen. Sedan 2015 har gruppen samarbetat och turnerat med svenska Jonna Lee från iamamiwhoami. De har numera Bergen som sin hemmabas. År 2017 gjorde Röyksopp en omfattande turné med start på Coachella.
2014 fick man uppdraget av NRK att göra NRK Nyheters nya ljudprofil vilket presenterades 2015. Hos Bintro kan man se NRK:s nya grafik- och ljudprofil.

## Diskografi
Studioalbum
- 2001 – Melody A.M.
- 2005 – The Understanding
- 2009 – Junior
- 2010 – Senior
- 2014 – The Inevitable End
- 2022 – Profound Mysteries

Samlingsalbum
- 2007 – Back to Mine - Röyksopp

EP
- 2006 – Röyksopp's Night Out (live)
- 2014 – Do it Again (med Robyn)

Singlar (i urval)
- 1999 – "So Easy" / "The 64-Position" / "Fusion's Allright"
- 2001 – "Eple (Edit)" / "Eple (Bjørn Torske Remix)" / "Röyksopp's Night Out"
- 2001 – "Poor Leno (Edit)" / "Poor Leno (Silicone Soul's Hypno House Dub)" / "Poor Leno (Video)" (Erlend Øye/Röyksopp)
- 2002 – "Remind me (Someone Else's Radio Remix)" / "Remind Me (Tom Middleton Cosmos Mix)" / "Remind Me (Album Version)" (Erlend Øye/Röysopp)
- 2003 – "We Used to Be Friends" / "Eple" (The Dandy Warhols/Röyksopp)
- 2003 – "Sparks (No Stab Radio Edit)" (Anneli Drecker/Röyksopp) / "Don't Go" / "So Easy (So B.H.Q. Derrick Carter remix)"
- 2005 – "Only this Moment (Radio Edit)" / "Only this Moment (Röyksopps Hissige)" / "Sombre detune" (Kate Havnevik/Röyksopp)
- 2005 – "49 Percent (Radio Edit)" / "49 Percent (Angello & Ingrosso Remix)" / "Curves"
- 2005 – "Curves"
- 2005 – "What Else Is There? (Radio Edit)" / "What Else Is There? (Thin White Duke Edit)" / "Alpha Male (Live)"
- 2006 – "Beautiful Day Without You (Album Version)" / "Go With the Flow (Live)" / "Beautiful Day Without You (Rex The Dog Remix)"
- 2008 – "Happy Birthday"
- 2009 – "Happy Up Here" [Remixes]
- 2009 – "The Girl and the Robot (Radio Edit)" / "The Girl and the Robot (Album Version)"
- 2009 – "This Must Be It" [Remixes]
- 2010 – "The Drug"
- 2011 – "Tricky Tricky" [Remixes]
- 2011 – "Forsaken Cowboy (Edit)" / "Keyboard Milk"
- 2012 – "Running to the Sea" (med Susanne Sundfør)
- 2013 – "Ice Machine" (med Susanne Sundfør) / "Falt of Angels (Pt. 2)" (Benedict Cumberbatch)
- 2014 – "Twenty Thirteen" (med Jamie Irrepressible)
- 2014 – "Do It Again" (Röyksopp & Robyn)
- 2014 – "Sayit" (Röyksopp & Robyn)
- 2014 – "Monument" [Remixes] (Röyksopp & Robyn)
- 2014 – "Monument (The Inevitable End Version)" (Röyksopp & Robyn)
- 2014 – "Skulls"
- 2014 – "Sordid Affair" (med Man Without Country)
- 2014 – "Sordid Affair (Maceo Plex Mix)"
- 2015 – "I Had This Thing" (med Jamie Irrepressible)
- 2016 – "Bounty Hunters"
- 2016 – "Never Ever" (med Susanne Sundfør)
- 2019 – "Where I Belong" (med Lars Vaular)

Mixalbum
- 2007 – Back to Mine: Röyksopp
- 2013 – Late Night Tales: Röyksopp

## Priser och utmärkelser

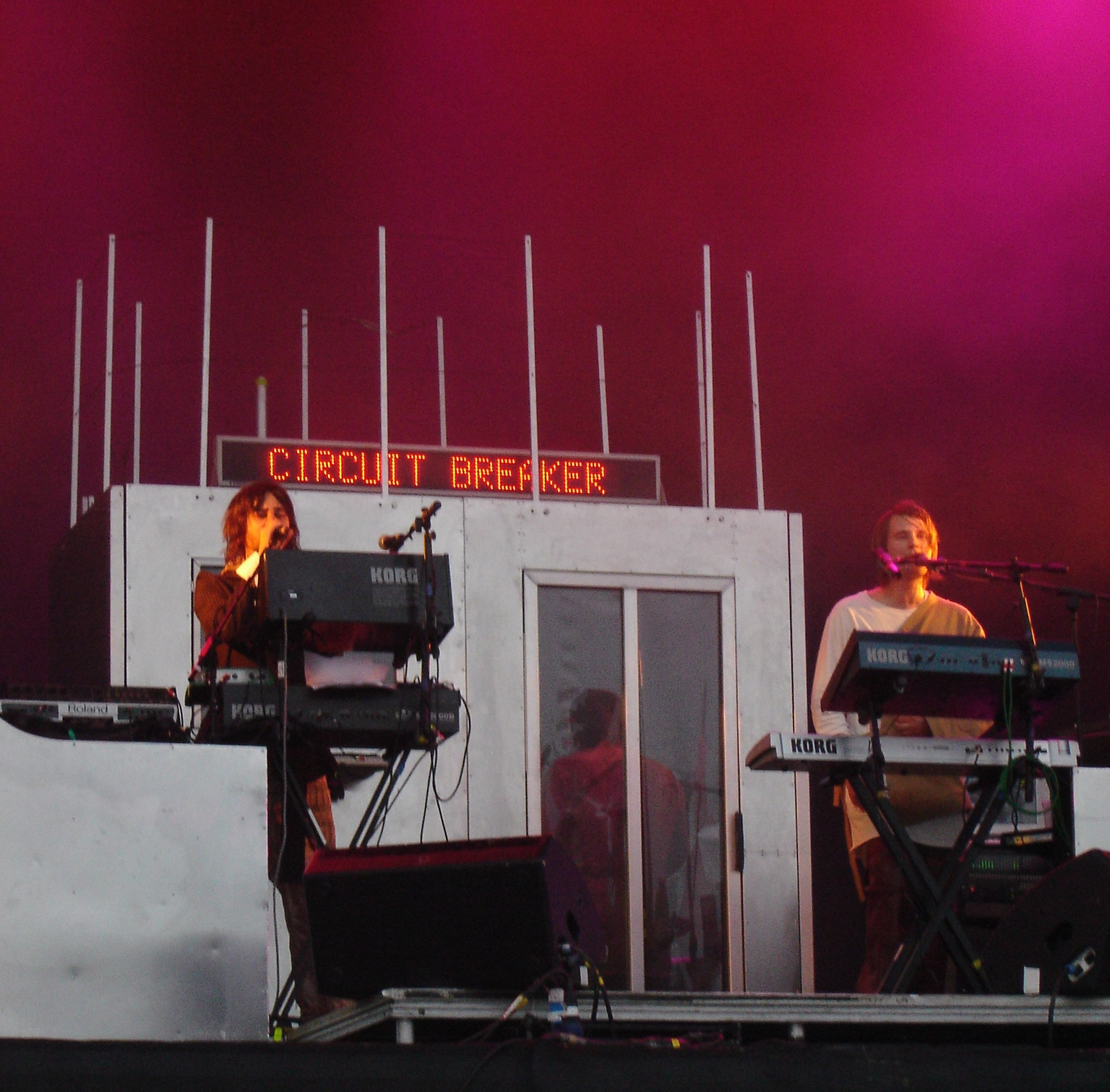
Röyksopp under Glastonburyfestivalen 2005.

- 2001 – Spellemannprisen (i klassen "Elektronika" för debutalbumet Melody A.M.)[4]
- 2001 – Spellemannprisen (i klassen "Årets video" till låten "Eple")[4]
- 2002 – Alarmprisen ( i klassen "Pop" för Melody A.M.)[5]
- 2002 – Alarmprisen (i klassen "House/techno" för Melody A.M.)[5]
- 2002 – Alarmprisen (i klassen "Beste låt" för "Eple")[5]
- 2002 – Tromsø kommunes kulturpris ("Ærespris")[6]
- 2002 – Spellemannprisen ("Årets spellemann")[4]
- 2002 – Spellemannprisen (i klassen "Årets musikkvideo" till låten "Remind Me")[4]
- 2005 – Spellemannprisen (i klassen "Popgruppe" för albumet The Understanding)[4]
- 2006 – Alarmprisen (i klassen "Klubb" för The Understanding)[7]
- 2009 – Spellemannprisen (i klassen "Elektronika" för albumet Junior)[4]
- 2012 – Gammleng-prisen (i klassen "Elektronika")[8]
- 2016 – P3 Gull (P3-priset)[9]